# Marc Hendrikx
Marc Hendrikx, né le 2 juillet 1974 à Hamont, est un joueur de football belge.
Il a évolué comme milieu de terrain d'abord au KFC Lommelse SK, puis au KRC Genk où il est Champion de Belgique en 1998. Il rejoint le RSC Anderlecht en 2001. Il remporte un second titre national en 2004.
Il a joué quinze fois avec les Diables Rouges entre 1999 et 2001.
Il prolonge sa carrière au KSC Lokeren, KFC Germinal Beerschot et Saint-Trond VV, avant de rejoindre en 2009, l'AS Eupen.

## Palmarès
- 15 sélections avec l'équipe de Belgique de 1999 à 2001.
- Champion de Belgique en 1999 et 2004
- Vice-champion de Belgique en 1998 et 2003